# 2887 Krinov
2887 Krinov eller 1977 QD5 är en asteroid i huvudbältet som upptäcktes den 22 augusti 1977 av den rysk-sovjetiske astronomen Nikolaj Tjernych vid Krims astrofysiska observatorium på Krim. Den har fått sitt namn efter den rysk-sovjetiske astronomen och geologen Jevgenij Krinov (1906–1984).
Asteroiden har en diameter på ungefär sex kilometer och den tillhör asteroidgruppen Flora.